# Nemo Ottmar
Nemo Ottmar właśc. Weiss Ottmar (ur. 31 października 1861, zm. 1942) – austriacki problemista szachowy żydowskiego pochodzenia, autor ponad 1000 zadań i laureat około 200 nagród. W albumach FIDE wyróżniono 0,5 problemu.